# Cailtram dei Pitti
Cailtram, figlio di Girom (... – circa 538), è stato sovrano dei Pitti.
Secondo la Cronaca dei Pitti regnò per uno o sei anni tra suo fratello Gartnait e Talorc. È il terzo figlio di Girom che sarebbe stato re, sebbene non sia chiaro dalle fonti se Drest fosse effettivamente fratello di Cailtram e Gartnait.